# Città di Whyalla
La città di Whyalla è una Local Government Area che si trova in Australia Meridionale. Essa si estende su una superficie di 1.032,5 chilometri quadrati e ha una popolazione di 23.028 abitanti. La sede del consiglio si trova a Whyalla.